# Świadkowie Jehowy w Portoryko
Świadkowie Jehowy w Portoryko – społeczność wyznaniowa  w Portoryko, należąca do ogólnoświatowej wspólnoty Świadków Jehowy, licząca w 2023 roku 23 032 głosicieli, należących do 227 zborów. Na dorocznej uroczystości Wieczerzy Pańskiej w 2023 roku zgromadziły się 43 543 osoby (ok. 1,4% mieszkańców). Działalność miejscowych głosicieli koordynuje amerykańskie Biuro Oddziału.

## Historia

### Początki
Świadkowie Jehowy rozpoczęli działalność kaznodziejską w Portoryko na początku lat 30. XX wieku. Pierwszym głosicielem był 70-letni John Dahlberg, który słabo znał język hiszpański. W 1932 roku rozpowszechniono około 10 tysięcy egzemplarzy broszury Królestwo Boże – nadzieja świata. W roku 1935 do Portoryko przybyły dwie pionierki – Lillian Carr i Marie Hawkins, które przez ponad 10 lat głosiły i rozpowszechniały literaturę biblijną na całej wyspie, choć nie posługiwały się biegle językiem hiszpańskim. W 1938 roku działalność tę kontynuowano za pomocą nagrań gramofonowych.
W 1938 roku literatura biblijna trafiła do rąk Ambrosio Rosy Garcii, który pomimo sprzeciwu miejscowych duchownych oraz policji wkrótce rozpoczął głoszenie od domu do domu. W trakcie głoszenia spotkał Santiago Rodrigueza, Sr., który przyłączył się do tej działalności. W wyniku ich wysiłków powstała pierwsza mała grupa sympatyków Świadków Jehowy, która rozpoczęła organizowanie wspólnych spotkań. 18 stycznia 1940 roku w miejscowej rzece odbył się pierwszy chrzest w Portoryko. Ponieważ w Portoryko nie było innych Świadków Jehowy, Ambrosio Rosa Garcia ochrzcił Santiago Rodrigueza i na odwrót. 8 czerwca 1940 roku powstał pierwszy miejscowy zbór.
W marcu 1944 roku dotarła pierwsza szóstka misjonarzy, absolwentów pierwszej klasy Szkoły Gilead, Leo i Eunice Van Daalen, rodzeni bracia Leo – Emil, Arthur, Homer oraz ich kuzyn Donald. Pierwszy kongres w Portoryko odbył się w 1945 roku w San Juan; uczestniczyło w nim 250 osób. 1 kwietnia 1946 roku zostało otwarte Biuro Oddziału. W roku 1947 zanotowano liczbę 71 głosicieli w 4 zborach – zorganizowano 61 specjalnych spotkań religijnych w 12 miastach. W 1948 roku liczba głosicieli wzrosła do 160, a w następnym roku do 253 w 7 zborach; zorganizowano 136 specjalnych spotkań. W 1959 roku przekroczono liczbę 500 głosicieli. W grudniu 1960 roku przyjechał do Portoryko Milton Henschel.

### Rozwój działalności
W 1963 roku otwarto Biuro Oddziału. W styczniu 1967 roku w San Juan odbył się kongres międzynarodowy pod hasłem „Synowie Boży – synami wolności” z udziałem 8604 obecnych, na którym 225 osób zostało ochrzczonych. W kraju działało 3488 głosicieli. Dwa lata później (1969) liczba głosicieli przekroczyła 5500.
We wrześniu 1973 roku po raz drugi na wyspie zorganizowano kongres międzynarodowy, pod hasłem „Boskie zwycięstwo” z udziałem ponad 31 000 obecnych (w tym 5000 delegatów zagranicznych) i ochrzczono 1007 osób. W 1978 roku przekroczono liczbę 17 tysięcy głosicieli w 227 zborach. W roku 1978 na dwóch kongresach pod hasłem „Zwycięska wiara” obecnych było 32 267 osób.
W roku 1993 grono wolontariuszy portorykańskiego oddziału Towarzystwa Strażnica powiększyło się z 23 do przeszło 100 osób. Było to konieczne, by oddział mógł przejąć nadzór nad tłumaczeniem publikacji Świadków Jehowy na język hiszpański. 17 kwietnia 1993 roku oddano do użytku nowe Biuro Oddziału, a liczba głosicieli przekroczyła 25 000. W 1994 roku odbyły się pierwsze zgromadzenia w języku migowym. 18 kwietnia 1995 roku Sąd Apelacyjny w Portoryko pierwszy raz orzekł na korzyść Świadków Jehowy w sprawie prawa do odmowy przyjęcia transfuzji krwi. Spotkało się to z wielkim oddźwiękiem. Zorganizowano konferencję prasową, w której uczestniczyli przedstawiciele czołowych gazet, rozgłośni radiowych i stacji telewizyjnych. 1 kwietnia 1996 roku Obwodowy Sąd Apelacyjny w San Juan potwierdził, że naruszono konstytucyjne prawo do swobody wyznania i prywatności Świadków Jehowy, zagwarantowane przez Kartę Praw Wspólnoty Portoryko. We wrześniu 1998 roku na stołecznym Stadionie im. Hirama Bithorna 15 065 osób skorzystało z kongresu międzynarodowego pod hasłem „Boża droga życia”. W tym samym miesiącu pośpieszono z pomocą współwyznawcom, poszkodowanym przez huragan Georges.
W 2005 roku zaskarżono do Federalnego Sądu Okręgowego dla Dystryktu Portoryko (po nieudanych próbach polubownego porozumienia) – prawo, umożliwiające tworzenie zamkniętych dzielnic, bez możliwości bezpośredniego świadczenia kaznodziejskiego „jako niezgodne z konstytucją i naruszające wolność słowa i wyznania”. Portoryko eksportuje Świadków — oznajmił Ronald Parkin, koordynator Komitetu Oddziału. Na wyspie działa około 25 000 głosicieli i liczba ta utrzymuje się już od kilku lat. Co roku emigruje do Stanów Zjednoczonych około 1000 głosicieli. Wielu z nich przeprowadza się ze względów ekonomicznych. W sierpniu 2006 roku kilkuset portorykańskich delegatów uczestniczyło w kongresie międzynarodowym pod hasłem „Wyzwolenie jest blisko!” w Chorzowie. W styczniu 2010 roku miejscowy Sąd Najwyższy poparł prawo dorosłego pacjenta do odmowy pewnych metod leczenia z użyciem krwi. Trybunał uznał prawo pacjenta do wcześniejszego sporządzenia pisemnych dyrektyw i nakazał pracownikom medycznym ich respektowanie, nawet gdy pacjent jest nieprzytomny.
W roku 2013 nadzór nad działalnością w tym kraju przejęło amerykańskie Biuro Oddziału. W 2015 roku 328 zborów Świadków Jehowy zgromadzających się w 177 Salach Królestwa przeprowadzało zebrania zborowe w 6 językach (amerykańskim języku migowym, angielskim, arabskim, mandaryńskim i hiszpańskim).
W dniach od 26 do 28 sierpnia 2016 roku w San Juan odbył się kongres specjalny pod hasłem „Lojalnie trwajmy przy Jehowie!” z udziałem delegatów z Brazylii, z Kuby, z Gujany, Portoryko i ze Stanów Zjednoczonych.
We wrześniu 2017 roku zorganizowano pomoc humanitarną dla poszkodowanych przez huragan Irma i huragan Maria, w styczniu 2020 roku przez trzęsienie ziemi, a we wrześniu 2022 roku przez huragan Fiona. W kolejnych miesiącach przeprowadzono program odbudowy zniszczonych obiektów.